# Madrigal de la Vera
Madrigal de la Vera és un municipi de la província de Càceres, a la comunitat autònoma d'Extremadura (Espanya).